# Занюсское (Псковская область)
Занюсское — деревня в Великолукском районе Псковской области России. Входит в состав сельского поселения «Пореченская волость».
Расположена на юге района, на северо-западном побережье Занюсского озера (северном плесе озера Нюссо), в 41 км к югу от райцентра Великие Луки и в 9 км к юго-востоку от волостного центра Поречье.

## Население
Численность населения деревни по состоянию на 2000 год составляла 10 жителей, на 2010 год — 4 жителя.

## История
До 2005 года деревня входила в состав ныне упразднённой Урицкой волости.